# The House of Intrigue
The House of Intrigue er en amerikansk stumfilm fra 1919 af Lloyd Ingraham.

## Medvirkende
- Mignon Anderson som Clarissa Rhinelander Bartlett
- Helene Sullivan som Kitty La Verne
- Peggy May som Barbara Pretlow
- Bert Hadley som Bud Griswold
- Lloyd Bacon som Pinky McClone